# Spinhyporhagus
Spinhyporhagus is een geslacht van kevers uit de familie somberkevers (Zopheridae).

## Soorten
Deze lijst is mogelijk niet compleet.
- S. clavispinatus
- S. cuneispinatus
- S. rozei